# Musical.ly
Musical.ly Inc. (känt som Musical.ly) var en kinesisk video-app för skapandet av videoklipp, meddelanden och live-sändningar. Appen lanserades i augusti 2014 och var tillgänglig för smartphones på både IOS och Android. Användare kunde via appen skapa 15-sekunders videoklipp samt välja ljudspår för videoklippet och använda olika hastighetsalternativ (snabb, långsam, time-lapse), lägga till filter samt effekter. Musical.ly hade sitt huvudkontor i Shanghai i Kina, och hade kontor i San Francisco i Kalifornien. Den 9 november 2017 köptes tjänsten av Bytedance och slogs sedan samman med appen Tiktok den 2 augusti 2018.

## Användning
I juli 2016 hade Musical.ly över 90 miljoner registrerade användare och i genomsnitt publicerades 12 miljoner nya videoklipp varje dag.
I Sverige var appen populär bland ungdomar, främst bland flickor. En undersökning gjord av Internetstiftelsen i Sverige år 2017 visade att 77 procent av flickorna i åldern 11–13 år använde Musical.ly, vilket är att jämföra med 26 procent bland pojkarna.